# Wieża ciśnień w Działdowie
Wieża ciśnień w Działdowie - wodociągowa wieża ciśnień wybudowana w latach 1910-1912, mieszcząca się przy ul. Konopnickiej w Działdowie.

## Historia
Wieża została zbudowana na sztucznie usypanym wzgórzu, gdy miasto Działdowo otrzymało wodociągi i kanalizację.  Była jednym z elementów sieci kanalizacyjnej, której projekt został wykonany przez firmę Heinricha Schevena z Düsseldorfu. Ok 1993  została wyłączona z użytku. 
W 2014 wieża była w trakcie remontu. Należała do firmy ochroniarskiej, która miała w planach wykorzystać budynek na swoją siedzibę.

## Charakterystyka
Wieża zbudowana jest na planie ośmiokąta foremnego. Wykonana została z cegły ceramicznej. Posiada siedem kondygnacji, opartych we wnętrzu na trzech żeliwnych słupach. Na szczycie znajduje się stalowy, nitowany zbiornik typu Intze o pojemności 30 000 litrów. W najwyższym punkcie, obiekt ma wysokość ponad 32 m.